# Wanis al-Qaddhafi

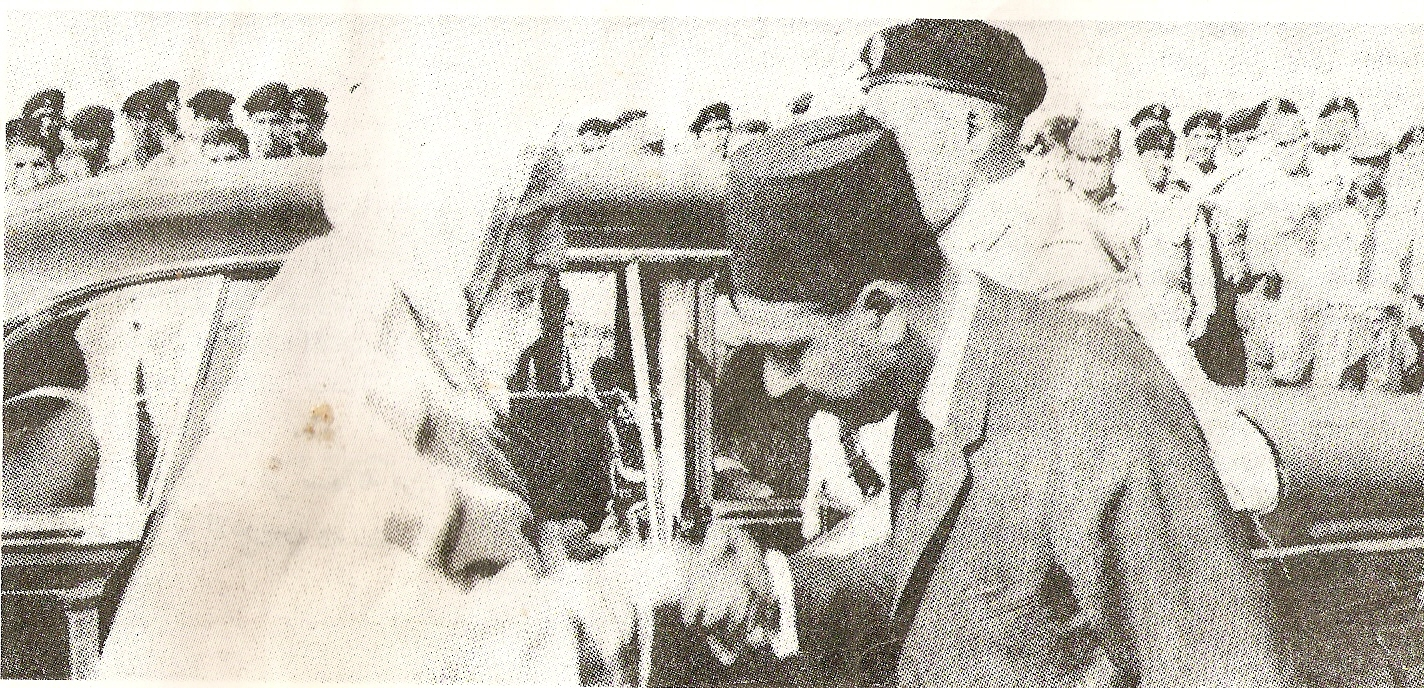
Wanis al-Qaddhafi (rechts) und Idris I König von Libyen, 1968

Wanis al-Qaddhafi (ونيس القذافي, DMG Wanīs al-Qaḏḏāfī;) (* 22. November 1922 in Bengasi; † 1. Dezember 1986 in der Schweiz) war vom 4. September 1968 bis zum 31. August 1969 Generalsekretär des Allgemeinen Volkskomitees in Libyen und somit Libyens Premierminister. Vorher war er von 1962 bis 1963 Außenminister des Landes.